# Thunder (hudební skupina)
Thunder je anglická rocková skupina, která vznikla v roce 1989 v Londýně. Založili ji tři členové kapely Terraplane – zpěvák Danny Bowes, kytarista Luke Morley a bubeník Gary „Harry“ James. Původní sestavu dále doplňovali baskytarista Mark „Snake“ Luckhurst a kytarista Ben Matthews. Své první album, které produkoval Andy Taylor z Duran Duran, kapela vydala roku 1990. Následovalo několik dalších. V letech 2000 až 2002 a 2009 až 2011 kapela neexistovala.

## Diskografie
Studiová alba
- Backstreet Symphony (1990)
- Laughing on Judgement Day (1992)
- Behind Closed Doors (1995)
- The Thrill of It All (1996)
- Giving the Game Away (1999)
- Shooting at the Sun (2003)
- The Magnificent Seventh! (2005)
- Robert Johnson's Tombstone (2006)
- Bang! (2008)
- Wonder Days (2015)
- Rip It Up (2017)
- Please Remain Seated (2019)